# عادل احمد (بازیکن فوتبال، زاده ۱۹۹۰)
عادل احمد (انگلیسی: Adel Ahmed؛ زادهٔ ۱۰ نوامبر ۱۹۹۰) یک بازیکن فوتبال اهل قطر است.

## باشگاهی
از باشگاه‌هایی که در آن بازی کرده است می‌توان به الاهلی قطر، لخویا، الوکره، الغرافه اشاره کرد.

## تیم ملی
وی همچنین در تیم‌های ملی فوتبال زیر ۲۳ سال قطر بازی کرده است.